# Фаулер, Ральф Говард
Ральф Говард Фаулер (англ. Sir Ralph Howard Fowler; 17 января 1889, Ройдон, Великобритания — 28 июля 1944, Кембридж, Великобритания) — английский физик-теоретик, астрофизик и математик, член Лондонского королевского общества (1925). Научные труды Фаулера посвящены в основном вопросам статистической механики и термодинамики, квантовой теории, астрофизики, теории дифференциальных уравнений. Среди достижений учёного: статистический метод Дарвина — Фаулера и его последующие применения для описания термодинамических свойств вещества; одно из основных уравнений теории автоэлектронной эмиссии; метод анализа звёздных спектров и первая реалистичная оценка давления в атмосфере звёзд; одно из первых применений квантовых законов к задачам астрофизики, позволившее заложить основы современной теории белых карликов.

## Биография

### Происхождение и образование
Ральф Говард Фаулер родился в Ройдоне (графство Эссекс, Великобритания). Его отец, бизнесмен Говард Фаулер, был в своё время видным спортсменом, выступал за сборную Англии по регби; мать, Фрэнсис Ева, была дочерью манчестерского торговца хлопком Джорджа Дьюхёрста (George Dewhurst). Сын унаследовал атлетизм отца, став впоследствии заметным участником школьных и университетских соревнований по футболу, гольфу и крикету. Ральф был старшим из трёх детей в семье. Его младшая сестра Дороти ещё более ярко проявила себя на спортивном поприще, выиграв в 1925 году женский чемпионат Англии по гольфу. Младший брат Кристофер, перед самым началом Первой мировой войны поступивший в Оксфордский университет, был отправлен на фронт и погиб в апреле 1917 года во время битвы на Сомме. Его смерть стала серьёзным ударом для Ральфа.
До 10-летнего возраста Ральф получал образование дома под присмотром гувернантки, а затем поступил в подготовительную школу в Хоррис Хилл (Horris Hill School). В 1902—1908 годах он обучался в Винчестерской школе, где завоевал несколько призов по математике и естественным наукам и стал старостой школы (Prefect of Hall). В декабре 1906 года Фаулер стал обладателем стипендии Тринити-колледжа Кембриджского университета, куда отправился в 1908 году и где изучал математику, в 1911 году получив степень бакалавра искусств. В 1913 году он был удостоен премии Рэлея по математике, в октябре 1914 года избран членом Тринити-колледжа, а в 1915 году получил степень магистра искусств. Одновременно он выступал за команду Кембриджского университета в соревнованиях по гольфу. В это время его исследования были посвящены «чистой» математике, в частности, особенностям поведения решений некоторых дифференциальных уравнений второго порядка.

### Война. Начало работы в физике
После начала Первой мировой войны Фаулер служил в Королевской морской артиллерии (Royal Marine Artillery), участвовал в качестве артиллерийского офицера в сражении при Галлиполи и был тяжело ранен в плечо. После отправки в тыл и выздоровления он присоединился к группе Арчибальда Хилла, работавшей над созданием и испытанием нового прибора для наблюдения за полётом аэропланов — зеркального пеленгатора (mirror position finder). С осени 1916 года Фаулер был заместителем Хилла в специальном экспериментальном подразделении, располагавшемся в Портсмуте и проводившем расчёты аэродинамики снарядов и разработку противовоздушных звуковых локаторов. За эти работы по военной тематике в 1918 году он был награждён орденом Британской империи и получил звание капитана. Ряд результатов, сыгравших большую роль в развитии баллистики, был опубликован после войны в научных журналах.
После окончания войны, в апреле 1919 года, Фаулер вернулся в Кембридж, где вновь стал членом Тринити-колледжа и читал лекции по математике. У него появилось время завершить крупную работу, посвящённую геометрии плоских кривых, начатую ещё до войны. Впрочем, работа под руководством Хилла сместила область его интересов от чистой математики к физическим приложениям, поэтому он активно взялся за изучение трудов по теории газов и теории относительности, начал интересоваться развитием квантовой теории. Примерно в это же время знаменитую Кавендишскую лабораторию возглавил Эрнест Резерфорд, вскоре ставший близким другом Фаулера. С этого момента началось долгое плодотворное сотрудничество Фаулера с резерфордовской лабораторией, в которой он числился консультантом по математическим вопросам. В 1921 году он женился на единственной дочери Резерфорда Эйлин Мэри (1901—1930), которая умерла вскоре после рождения их четвёртого ребёнка. Старший сын, Питер Фаулер (англ. Peter Fowler), тоже стал известным физиком, специалистом по физике космических лучей.

### Зрелые годы. Научная школа
В 1922 году Фаулер был назначен надзирателем (проктором) Кембриджского университета. В январе 1932 года он был избран на новообразованный пост профессора теоретического отдела Кавендишской лаборатории (Plummer Professor of Theoretical Physics). В 1938 году его назначили директором Национальной физической лаборатории, однако из-за тяжёлой болезни он был вынужден отказаться от этой должности и вернуться на своё прежнее место. После начала Второй мировой войны учёный восстановил сотрудничество с Артиллерийским управлением (Board of Ordnance), а вскоре был отправлен за океан для установления научных контактов с учёными Канады и США по военным вопросам (в частности, для налаживания совместной работы по проблеме радара). Эта деятельность была весьма успешной и была отмечена в 1942 году возведением Фаулера в рыцарское звание. После возвращения в Англию, несмотря на подорванное болезнью здоровье, Фаулер продолжал активно сотрудничать с Адмиралтейством и Артиллерийским управлением по вопросам баллистики. Эта работа продолжалась до его последних дней.
Фаулер руководил работой большого числа студентов, аспирантов и сотрудников, в число его учеников входят нобелевские лауреаты Поль Дирак, Невилл Мотт и Субраманьян Чандрасекар, а также известные физики и математики Джон Эдвард Леннард-Джонс, Рудольф Пайерлс, Дуглас Хартри, Хоми Баба, Гарри Мэсси, Гаррет Биркхоф, Уильям Маккри, Люэлин Томас. Ученик Резерфорда Марк Олифант вспоминал:

Именно стараниями Фаулера и благодаря его влиянию на молодых математиков в Кембридже выросла школа теоретической физики; хотя сам Фаулер не находился в первых рядах тех учёных, которые создавали теоретическую физику, он обладал великолепными математическими способностями, которые добродушно и щедро предоставлял к услугам экспериментаторов. Я сам многим обязан ему за терпеливое внимание к моим тривиальным затруднениям.

По словам Невилла Мотта, Фаулер не был действительно выдающимся учёным («дираком»), однако был достаточно проницательным, чтобы понять значение тех или иных работ и результатов. Так, он одним из первых в Великобритании оценил значение пионерских работ по квантовой механике, выполнявшихся в середине 1920-х годов в Германии и Дании, и способствовал обращению своих учеников к этой тематике. Мотт оставил следующую характеристику своего учителя:

Он был очень плохим лектором. Хуже быть не могло. Не продумывал лекции до конца, быстро проходил тему. У него было очень мощное телосложение, как у самого Резерфорда. Грубоватый и громкий голос. Энергичный, необычайно энергичный… [Он мог бы сказать]: «Да, я не понимаю этого. Плохо написано. Думаю, вам следует поступать таким-то образом, но в действительности, полагаю, вам лучше обратиться к Дираку». Очень откровенный, осознающий свои пределы… Я думаю о нём скорее как о человеке с портретов Генриха VIII, которые вы можете видеть в Тринити-колледже. Очень широкий и мускулистый, с громким голосом, в полной мере наслаждающийся жизнью. Конечно, у него был удар из-за переутомления, но это иногда случается с полнокровными людьми такого типа. После этого он был только половиной человека, но даже половина Фаулера была весьма славным малым.
Оригинальный текст (англ.)He was a very bad lecturer. Couldn't be worse. Didn’t think it out; went quickly. He had a very powerful physique, like Rutherford himself. Bluff and loud voice. Vigorous, immensely vigorous... [He would say]: "Yes, I don't understand this bit. It's badly written. I think you should do it this way but really, I suppose you better go and ask Dirac." Very forthright, knowing his limitations... I think of him rather as a man like the portraits of Henry the VIII you can see in Trinity. Very broad and muscular with a loud voice, enjoying life to the fullest. Of course, he had a stroke through overwork; but that kind of full blooded man sometimes does. But then he was only half the man after that, but even half of Fowler was quite a chap.

## Научная деятельность

### Статистическая механика и термодинамика
В 1922 году Фаулер совместно с Чарльзом Галтоном Дарвином рассмотрел классическую статистику невзаимодействующих частиц и показал, что состояние газа удобнее описывать в терминах средних (а не наиболее вероятных) величин. Это приводит к необходимости вычисления статистических интегралов, которые могут быть представлены в виде контурных интегралов и оценены с помощью метода перевала. Разработанный подход к вычислению статистических интегралов известен ныне как метод Дарвина — Фаулера. Воспользовавшись адиабатической гипотезой Эренфеста, они приписали определённые веса квантовым состояниям системы, построили соответствующую статистическую сумму, рассмотрели конкретные случаи (планковские осцилляторы, излучение в полости) и показали, как совершить переход к классической статистической механике. В дальнейшем Фаулер применил разработанную методику к задаче расчёта равновесных состояний как при химической диссоциации, так и для случая ионизации газа при высоких температурах. Таким образом, экстремальные состояния вещества оказалось возможным исследовать при помощи методов статистической механики, что привело его к вопросу о состоянии ионизированного газа в атмосферах звёзд. Другой областью, в которой Фаулер применил свои методы статистической механики, была теория сильных электролитов, тема, лежащая на границе между физикой и химией.
В 1931 году Фаулер сформулировал так называемое нулевое начало термодинамики. В 1932 году совместно с Джоном Берналом он рассмотрел молекулярную структуру воды. В их классической работе была продемонстрирована принципиальная роль водородных связей (этот термин ещё не использовался) между тетраэдрически расположенными молекулами воды, что позволило объяснить многие свойства жидкой воды и льда. Кроме того, в статье содержались расчёты термодинамических свойств ионных растворов и, в частности, подвижности ионов в воде.
Большое влияние на формирование новых поколений физиков имели монографии Фаулера. На основе своего трактата, удостоенного в 1924 году премии Адамса Кембриджского университета, учёный написал книгу «Статистическая механика», выдержавшую при жизни автора два издания (в 1929 и 1936 годах). Помимо систематического рассмотрения основ предмета, в книге большое внимание уделялось многочисленным приложениям статистической механики. В 1939 году вышел учебник «Статистическая термодинамика», написанный в соавторстве с Эдвардом Гуггенхаймом (англ. Edward A. Guggenheim) и рассчитанный на менее подготовленного математически читателя.

### Квантовая теория

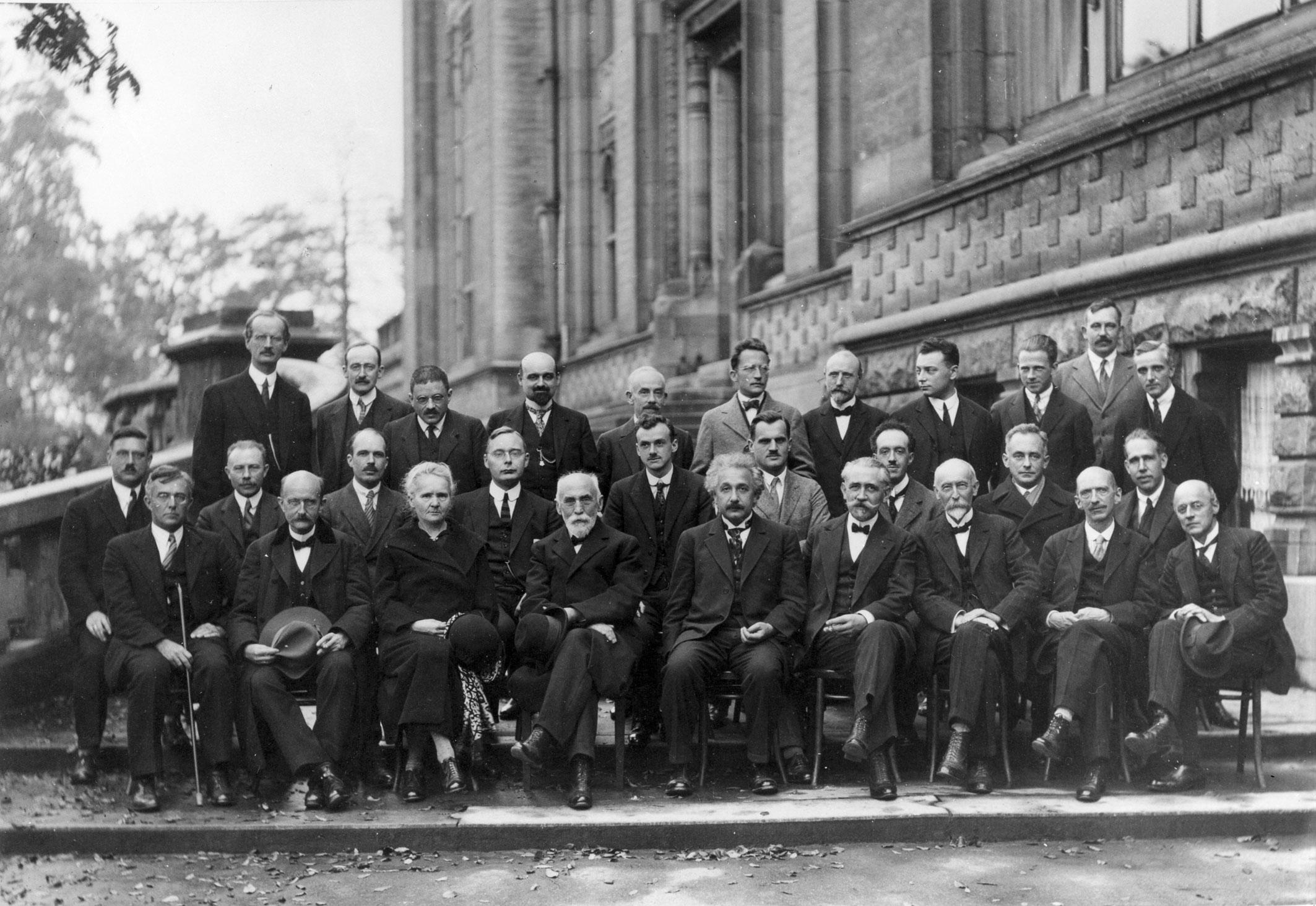
Участники Сольвеевского конгресса 1927 года, на котором обсуждались проблемы квантовой механики. Фаулер стоит второй справа

С начала 1920-х годов Фаулер активно поддерживал развитие квантовой теории и её приложение к таким вопросам, как построение обобщённой статистической механики и объяснение химической связи. Он пропагандировал квантовые идеи в Великобритании, помог перевести на английский язык ряд основополагающих статей, опубликованных в немецких журналах, по его приглашению Кембридж посещали известные зарубежные физики (такие как Гейзенберг и Крониг). Более того, деятельность Фаулера способствовала формированию самостоятельной британской школы квантовой химии, для которой характерным был взгляд на стоящие перед дисциплиной проблемы с позиций прикладной математики. Такие ученики Фаулера, как Леннард-Джонс и Хартри, принадлежат к числу основоположников квантовой химии.
Ряд работ Фаулера посвящён теории фазовых переходов и коллективных эффектов в магнитах, сплавах и растворах, правилам сумм для интенсивностей спектральных линий, некоторым вопросам ядерной физики (поглощение гамма-лучей тяжёлыми элементами, разделение изотопов водорода электролитическими методами). Совместно с Фрэнсисом Астоном он развил теорию фокусировки заряженных частиц при помощи масс-спектрографа. В 1928 году совместно с Лотаром Нордгеймом Фаулер использовал идею о подбарьерном туннелировании электронов для объяснения явления испускания электронов телами под действием внешнего электрического поля — автоэлектронной эмиссии (уравнение Фаулера — Нордгейма).

### Астрофизика
В 1923—1924 годах Фаулер совместно с Эдвардом Артуром Милном рассмотрел поведение интенсивности линий поглощения в спектрах звёзд. Опираясь на уравнение Саха, им удалось связать значение максимума интенсивности линий, возникающего за счёт сочетания эффектов возбуждения и ионизации, с величиной давления и температуры в «обратном слое» атмосферы звезды, в котором формируются спектры поглощения. Это позволило впервые получить правильный порядок величины давления газа в звёздных атмосферах. «Метод максимумов», разработанный Фаулером и Милном, стал основным средством анализа звёздных спектров в 1920-е годы, чему способствовало успешное сравнение с наблюдательными данными, проведённое Дональдом Мензелом и Сесилией Пейн. В нескольких последующих работах, написанных в соавторстве с Гуггенхаймом, Фаулер развил некоторые подходы к анализу сложной проблемы физического состояния звёздного вещества с учётом отклонений от законов идеального газа, процессов ионизации и т. д.
В 1926 году Фаулер показал, что белые карлики должны состоять из практически полностью ионизированных атомов, сжатых до высокой плотности, и вырожденного электронного газа («подобного гигантской молекуле в низшем состоянии»), подчиняющегося незадолго до этого открытой статистике Ферми — Дирака. Результаты Фаулера, которые были одним из первых приложений новой квантовой статистики, позволили избавиться от парадокса, который не мог быть объяснён в рамках классического подхода: согласно классической статистике, материя белого карлика должна была содержать много меньше энергии, чем обычное вещество, так что она не могла возвратиться к обычному состоянию даже после удаления из окрестности такой звезды. Более яркая формулировка Артура Эддингтона гласит, что классическая звезда не может остыть: при потере энергии давление газа, составляющего звезду, должно уменьшаться, что приведёт к гравитационному сжатию, а, следовательно, к росту давления и температуры. Работа Фаулера давала разрешение этого парадокса: электронный газ может остыть до абсолютного нуля и оказаться в наинизшем возможном квантовом состоянии, разрешённом принципом Паули, причём давление такого вырожденного газа достаточно велико, чтобы скомпенсировать гравитационное сжатие. Таким образом, статья Фаулера «О плотной материи» (англ. On dense matter) заложила основы современной теории белых карликов.

### Математика
Математические интересы Фаулера касались в первую очередь поведения решений некоторых дифференциальных уравнений второго порядка. В своих ранних исследованиях он рассмотрел кубические преобразования P-функций Римана. Впоследствии, в связи с астрофизическими вопросами, он обратился к особенностям уравнения Эмдена, описывающего равновесное состояние звезды, и дал классификацию решений этого уравнения для различных граничных условий и показателей политропы. Эти результаты оказались весьма ценными при рассмотрении различных моделей звёзд. В 1920 году Фаулер опубликовал трактат по дифференциальной геометрии плоских кривых, который выдержал несколько изданий.

## Награды и память
- Офицер Ордена Британской империи (1918)
- Премия Адамса (Adams Prize, 1924)
- Кельвиновская лекция (1930)
- Бейкеровская лекция (1935)
- Королевская медаль (1936)
- Рыцарство (1942)
- Именем Фаулера назван кратер на обратной стороне Луны[32].
- Имя Фаулера носит группа островов у берегов Антарктиды (Fowler Islands).

## Публикации
Книги
- Fowler R. H. The elementary differential geometry of plane curves // Cambridge Tracts on Mathematics. — Cambridge: University Press, 1920. — Т. 20.
- Fowler R. H. Statistical mechanics. The theory of the properties of matter in equilibrium. — Cambridge: University Press, 1929. Рецензия А. Я. Хинчина в журнале УФН (1930).
- Fowler R. H., Guggenheim E. A. Statistical thermodynamics. — Cambridge: University Press, 1939. — 693 p. Перевод на русский язык: Р. Фаулер, Э. Гуггенгейм. Статистическая термодинамика. — М.: Изд-во иностр. лит-ры, 1949.

Основные статьи
Фаулер является автором около 80 научных статей, из которых можно выделить следующие:
- Fowler R. H., Gallop E. G., Lock C. N. H., Richmond H. W. The aerodynamics of a spinning shell // Philosophical Transactions of the Royal Society of London A. — 1921. — Vol. 221. — P. 295—387. — doi:10.1098/rsta.1921.0010.
- Darwin C. G., Fowler R. H. On the partition of energy // Philosophical Magazine. — 1922. — Vol. 44. — P. 450—479. — doi:10.1080/14786440908565189.
- Darwin C. G., Fowler R. H. On the partition of energy. Part II. Statistical principles and thermodynamics // Philosophical Magazine. — 1922. — Vol. 44. — P. 823—842. — doi:10.1080/14786441208562558.
- Fowler R. H., Milne E. A. The intensities of absorption lines in stellar spectra, and the temperatures and pressures in the reversing layers of stars (англ.) // Monthly Notices of the Royal Astronomical Society. — Oxford University Press, 1923. — Vol. 83. — P. 403—424. — doi:10.1093/mnras/83.7.403.
- Fowler R. H. On dense matter (англ.) // Monthly Notices of the Royal Astronomical Society. — Oxford University Press, 1926. — Vol. 87. — P. 114—122. — doi:10.1093/mnras/87.2.114.
- Fowler R. H., Nordheim L. Electron emission in intense electric fields // Proceedings of the Royal Society of London A. — 1928. — Vol. 119. — P. 173—181. — doi:10.1098/rspa.1928.0091.
- Fowler R. H. The solutions of Emden's and similar differential equations (англ.) // Monthly Notices of the Royal Astronomical Society. — Oxford University Press, 1930. — Vol. 91. — P. 63—92. — doi:10.1093/mnras/91.1.63.
- Bernal J. D., Fowler R. H. A theory of water and ionic solution, with particular reference to hydrogen and hydroxyl ions // Journal of Chemical Physics. — 1933. — Vol. 1. — P. 515—548. — doi:10.1063/1.1749327.

Некоторые статьи на русском языке
- Фаулер Р. Прохождение электронов через поверхность и поверхностные слои // Успехи физических наук. — Российская академия наук, 1930. — Т. 10, вып. 1. — С. 135—148.
- Фаулер Р. Электронная теория металлов // Успехи физических наук. — Российская академия наук, 1931. — Т. 11, вып. 1. — С. 103—123.
- Резерфорд Э., Чадвик Дж., Эллис Ч. Д., Фаулер Р., Мак-Леннан Дж., Мотт Н. Ф. Дискуссия о структуре атомного ядра // Успехи физических наук. — Российская академия наук, 1932. — Т. 12, вып. 5—6. — С. 525—556.
- Фаулер Р. Новейшие достижения в области изучения атомных ядер // Успехи физических наук. — Российская академия наук, 1933. — Т. 13, вып. 1. — С. 37—45.
- Берналь Дж., Фаулер Р. Структура воды и ионных растворов // Успехи физических наук. — Российская академия наук, 1934. — Т. 14, вып. 5. — С. 586—644.